# Gare de Longpont
La gare de Longpont est une gare ferroviaire française de la ligne de La Plaine à Hirson et Anor (frontière), située sur le territoire de la commune de Longpont, dans le département de l'Aisne, en région Hauts-de-France.
Elle est mise en service en 1862, par la Compagnie des chemins de fer du Nord.
C'est une halte de la Société nationale des chemins de fer français (SNCF), desservie par des trains TER Hauts-de-France.

## Situation ferroviaire
Établie à 90 mètres d'altitude, la gare de Longpont est située au point kilométrique (PK) 89,587 de la ligne de La Plaine à Hirson et Anor (frontière), entre les gares de Corcy (dont elle est séparée par le tunnel de Longpont) et de Vierzy.

## Histoire
La station de Longpont est mise en service le 2 juin 1862 par la Compagnie des chemins de fer du Nord, lorsqu'elle ouvre à l'exploitation la section de Villers-Cotterêts à Soissons de sa ligne de Paris à Soissons.

## Fréquentation
De 2015 à 2021, selon les estimations de la SNCF, la fréquentation annuelle de la gare s'élève aux nombres indiqués dans le tableau ci-dessous.
| Année     | 2015 | 2016 | 2017 | 2018 | 2019 | 2020 | 2021 | 2022 | 2023 |
| --------- | ---- | ---- | ---- | ---- | ---- | ---- | ---- | ---- | ---- |
| Voyageurs | 177  | 108  | 149  | 124  | 114  | 111  | 157  | 238  | 295  |

## Service des voyageurs

### Accueil
Longpont est une halte de la SNCF, de type point arrêt non géré (PANG), à accès libre.

### Desserte
Longpont est desservie uniquement les week-ends et jours fériés, par des trains TER Hauts-de-France, qui effectuent des missions entre les gares de Laon et de Crépy-en-Valois ou de Paris-Nord.

### Intermodalité
Le stationnement des véhicules est possible à proximité de l'ancien bâtiment voyageurs.